# Marie Benešová
Pour les articles homonymes, voir Benešová (homonymie).
Marie Benešová, née le 17 avril 1948 à Prague (Tchécoslovaquie)  et morte le 11 novembre 2024, est une avocate et femme politique tchèque. 
Du 10 juillet 2013 au 29 janvier 2014 puis du 30 avril 2019 au 17 décembre 2021, elle est ministre de la Justice.

## Biographie
En 1971, Marie Benešová est diplômée de la faculté de droit de l'université Charles de Prague. Elle a été avocate à Kladno pendant de nombreuses années. Elle est membre du Parti social-démocrate tchèque. Elle est ministre de la Justice entre 2013 et 2014. En mai 2019, elle revient au gouvernement au même poste.